# Jitzchak Olshan

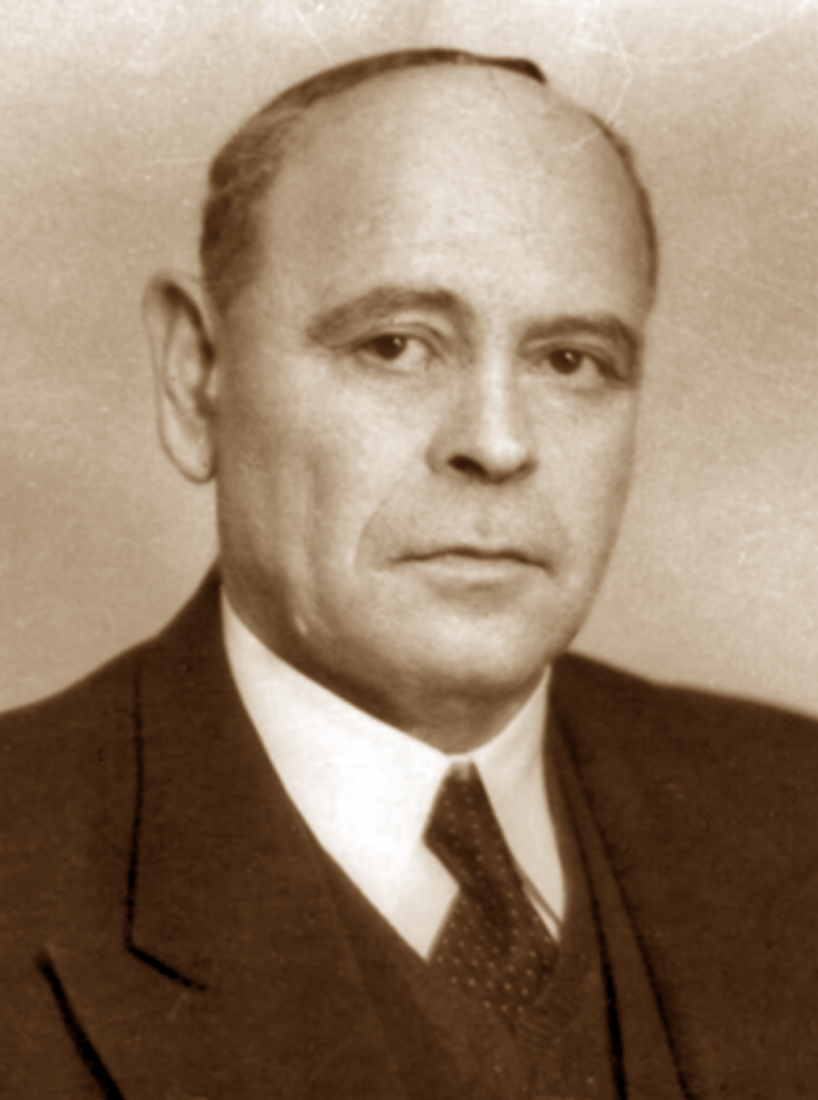
Jitzchak Olshan (1930er Jahre)

Jitzchak Olshan (hebräisch יצחק אולשן; geb. 19. Februar 1895 in Kaunas, Russisches Kaiserreich; gest. 5. Februar 1983 in Jerusalem, Israel) war ein israelischer Jurist. Zwischen 1954 und 1965 war er der zweite Präsident des Obersten Gerichts Israels.

## Werdegang
Jitzchak Olshan wurde 1895 in Kaunas im heutigen Litauen geboren. 1912 wanderte Olshan nach Palästina, das damals zum Osmanischen Reich gehörte, aus. Zwischen 1918 und 1921 gehörte er der Jüdischen Legion an. 1923 reiste Olshan nach London, um an der University of London zu studieren und kehrte vier Jahre später mit einem Abschluss in Rechtswissenschaften nach Israel zurück, wo er als Anwalt tätig war. 
Mit der Gründung des Staates Israel im Jahr 1948 wurde Jitzchak Olshan zu einem der ersten fünf Richter des israelischen Obersten Gerichtshofs ernannt und 1954 zum zweiten Präsidenten nach Moses Smoira. Während seiner Amtszeit betonte er wiederholt, dass der Staat ebenso an die Rechtsstaatlichkeit gebunden sei wie jeder Einzelne und, dass die Achtung der Rechtsstaatlichkeit eine der Grundlagen einer demokratischen Gesellschaft sei. Olshan ging 1965 im Alter von 70 Jahren in den Ruhestand und starb 1983 einige Tage vor seinem 88. Geburtstag.
Olshan hatte einen Sohn namens Yoram, der 1973 im Armeedienst getötet wurde.